# Patrick O'Donnell
Pour les articles homonymes, voir O'Donnell.
Patrick O'Donnell, né le 28 novembre 1856 à Kilraine, Glenties, dans le comté de Donegal, Irlande et mort le 22 octobre 1927 à Carlinford, comté de Louth, est un cardinal irlandais de l'Église catholique du XXe siècle, créé par le pape Pie XI.

## Biographie
Après son ordination, Patrick O'Donnell est professeur au St. Patrick's Seminary à Maynooth et préfet du Dunboyne Establishment. En 1888 il est élu évêque de Raphoe, dans le comté de Donegal. Il est alors l'évêque le plus jeune du monde. L'évêque O'Donnell joue un rôle important dans le combat entre les propriétaires et les locataires pendant le plan de campagne, pour aider les locataires pauvres dans son diocèse. Mgr O'Donnell joue aussi un rôle important dans l' Irish Parliamentary Party, qui propagent le Home Rule pour l'Irlande. Il est membre de l' Irish Convention en 1917-1918 et il est actif dans l'Insurrection de Pâques 1916, et dans les étapes à l'indépendance de l'Irlande. En 1924, il est promu archevêque titulaire d'Attalie (de) et coadjuteur d'Armagh avec droit de succession. Quelques mois plus tard, il succède au cardinal Michael Logue comme archevêque d'Armagh et primat d'Irlande.
Le pape Pie XI  le crée cardinal lors du consistoire du 14 décembre 1925.